# Baccarini
I Baccarini furono un'antica e nobile famiglia decurionale insediatasi nell'odierna Emilia-Romagna.

## Le origini (Emilia-Romagna)
Il cognome sembrerebbe indicare una possibile origine longobarda. Il primo personaggio della famiglia ad essere citato è Zaccaria Baccarini, sposato con la marchesa Orsolina Corbici, discendente a sua volta dei Corbizzi di Firenze. Sempre nel XV secolo troviamo un Giorgio Tommasini Baccarini da Canossa sposato alla contessa Caterina Arcelli di Val Tidone e un suo parente, il Conte e Vescovo Marliano Baccarini, prevosto del Convento di Santa Maria de' Canali a Bobbio.

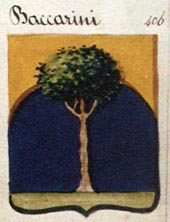
Stemma della famiglia Baccarini, ramo emiliano romagnolo.

Nella celebre opera di Alessandro Tassoni, "La secchia rapita" (1622), si colloca un ramo della famiglia nel parmense e, precisamente, nella città di San Secondo: viene citato un Baccarini, combattente caduto durante la guerra della Secchia occorsa nel 1325, cui si attribuisce la paternità delle deliziose pappardelle: 
Nel XIX secolo diversi rappresentanti della famiglia furono patrioti italiani, ottenendo alti riconoscimenti militari e pubblici.

## Un ramo nelle Marche

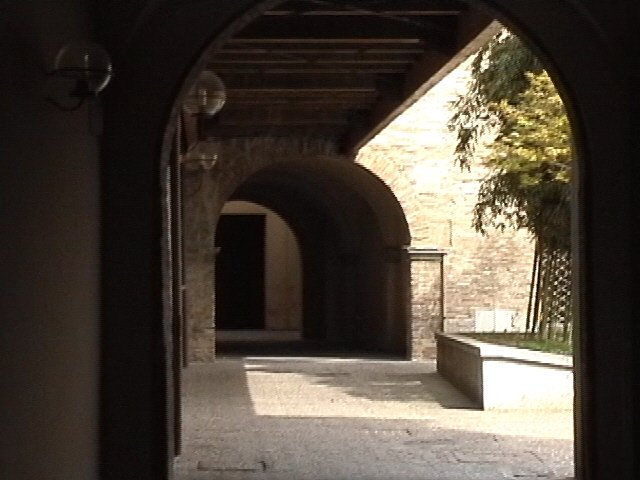
Ingresso al Palazzo Baccarini a Fano, Marche.

Nel XVII secolo, un ramo della famiglia compare nelle Marche, nelle città di Monte San Vito (AN) e successivamente di Corinaldo e Fano) ove diede i natali a numerosi condottieri e uomini di chiesa.
Il primo rappresentante conosciuto è Domenico di Fabio, che ricoprì le cariche di consigliere e priore a Monsanvito dal 1678 al 1694. Altri rappresentanti della famiglia furono Fabio Andrea, protonotario apostolico e vicario generale a Viterbo nel 1718 per il cardinale Michelangelo Conti, poi diventato papa Innocenzo XIII, mentre Domenico Antonio fu vicario generale dell'abbazia di Nonantola per il cardinale Alessandro Albani nel 1727, protonotario apostolico e vicario generale a Fano (1740-1757) e Pietro Maria, fu abate e vicario generale a San Lorenzo in Campo.

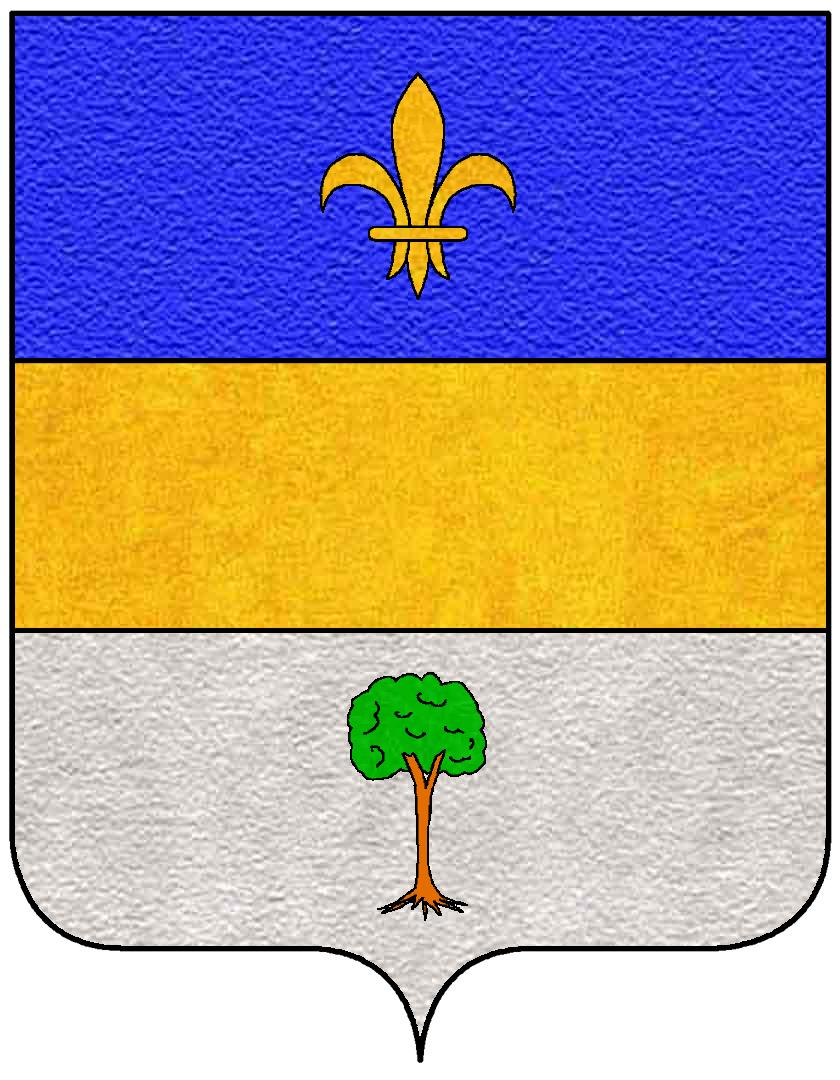
Stemma della famiglia Baccarini, ramo marchigiano.

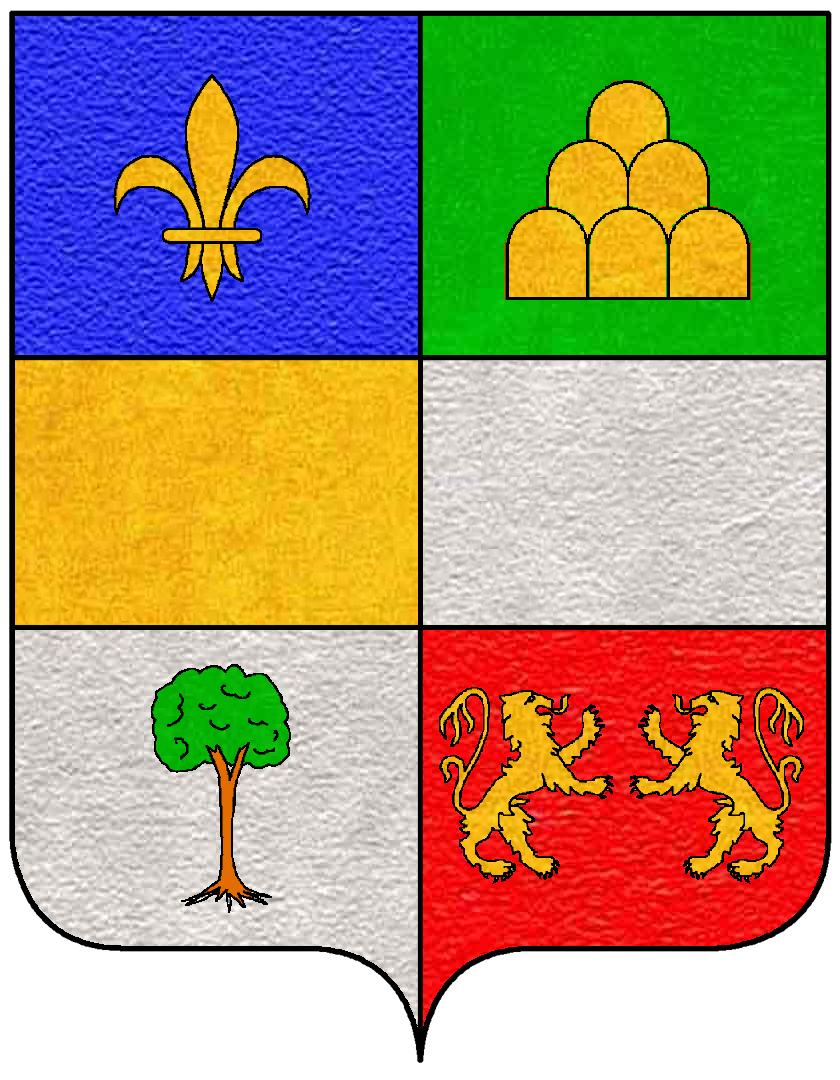
Stemma della famiglia Baccarini De Grandis, ramo marchigiano.

Tra i personaggi che rivestirono invece cariche civili e militari, si ricordano: Niccolò, comandante di galere pontificie nell'Adriatico, vittorioso contro i pirati algerini nel 1735, Ludovico, governatore di Montemarciano nel 1735, Niccolò, cittadino di Ancona, console della città per il re di Sardegna (1750), e Carlo Francesco, podestà di Monte San Vito (1768).
I membri della famiglia Baccarini, ricoprirono durevolmente le cariche di consiglieri e priori di Monte San Vito, mentre Ludovico, nel 1772, e Fabio nel 1801, furono inoltre consiglieri e priori a Corinaldo.

## Personaggi illustri
- Conte Baccarino da Canossa, feudatario del XIV secolo, indicato da Francesco Sansovino come capostipite della famiglia
- Simone Baccarini da Canossa, figlio di Baccarino da Canossa
- Taddeo Baccarini (XV secolo), cappellano del Duomo di Forlì
- Marliano Baccarini (1413-1465), anche 'Martianus de Bacharinis', Vescovo di Bobbio
- Luigi Battista Baccarini (Piacenza, 1581-1621), Priore e Abate dell'ex Convento degli Angioli di Ferrara.
- Pietro Francesco Baccarini (1600-1678), servo di Dio, frate francescano osservante riformato[non chiaro]: dopo la morte fu sottoposto al processo di beatificazione.
- Jacopo Baccarini (Reggio Emilia 1605-1682), pittore
- Bonaventura de Baccarini (Piacenza, XVII secolo), monaco Cappuccino
- Pellegrino Baccarini (Forlì, 1779-1854), giurista
- Alfredo Baccarini (Ravenna, 1826-1890), Ministro dei Lavori Pubblici e insigne scienziato
- Domenico Baccarini (Faenza, 1882-1907), pittore
- Paride Baccarini (1910-1946), pittore, architetto e partigiano tra i massimi esponenti del Movimento Federalista Europeo.
- Enrico Baccarini (1980), antropologo e scrittore.
- Valentina Baccarini (1995), economista.
- Franco Baccarini (1964), scrittore, pubblicista e docente universitario.